# Magnòpolis
Magnòpolis (en llatí Magnopolis, en grec antic Μαγνόπολις) era una ciutat del Pont a la confluència entre els rius Licos i Iris.
La va fundar Mitridates VI Eupator que la va batejar Eupatòria (Εὐπατορία), però després Gneu Pompeu Magne la va ampliar i la va rebatejar Magnòpolis, segons diu Estrabó. Va entrar en decadència al començament de l'Imperi, ja que no la menciona després cap més autor, i va desaparèixer al segle i o al II. En parla també Apià, que l'anomena de les dues maneres.
Queden algunes restes a l'oest de Sonnisa, a un llogaret anomenat Boghaz Hissan Kaleh.